# 소팔라주

소팔라주

소팔라주(포르투갈어: Sofala)는 모잠비크 중부에 위치한 주로, 주도는 베이라이며 면적은 68,018km2, 인구는 1,676,131명(2006년 기준)이다. 북쪽으로는 테트주와 잠베지아주, 남쪽으로는 이냠바느주와 인접해 있으며 동쪽으로는 모잠비크 해협과 맞닿아 있다. 주 이름은 무타파 제국 시대에 있었던 옛 항구 도시인 소팔라에서 유래된 이름이다.

## 인구
| 연도    | 인구      | ±% p.a. |
| ------- | --------- | ------- |
| 1980    | 1,065,200 | —       |
| 1997    | 1,368,671 | +1.49%  |
| 2007    | 1,685,663 | +2.11%  |
| 2017    | 2,259,248 | +2.97%  |
| source: |           |         |